# Michel Virlogeux
Pour les articles homonymes, voir Virlogeux.
Michel Virlogeux, né le 7 juillet 1946 à Vichy (Allier), est un ingénieur des ponts et chaussées, l'un des plus grands spécialistes mondiaux de la conception des structures de ponts et de viaducs.

## Biographie

### Famille et formation
Michel Virlogeux naît à Vichy, ainé d'une fratrie de trois, son père, professeur d'histoire et de géographie et agrégé dans cette dernière matière, enseigne alors à l'école militaire préparatoire d'enfants de troupe de Billom dans le Puy-de-Dôme. En 1950, celui-ci obtient un poste d'enseignant en géographie au prytanée national militaire de La Flèche où son fils va effectuer toute sa scolarité. Michel Virlogeux intègre ensuite l'École polytechnique dont il sort diplômé en 1967 puis ingénieur des ponts et chaussées (aujourd'hui des ponts, eaux et forêts) en 1970. 

### Carrière
De 1970 à 1973 il se rend en Tunisie pour participer à la construction du réseau routier. En janvier 1974, il entre au département du Service technique d'études des routes et autoroutes (SETRA), dans la direction de conception des ponts en béton. Son premier ouvrage sera un pont au-dessus d'un canal à Calais
En 1980, il devient chef de division responsable des ponts et, en 1987, de la division des ponts en acier et béton. Pendant vingt ans, il conçoit plus de 100 ponts, dont le pont de Normandie — les travaux durent quatre années. En 1995, il quitte l'administration française et assure les fonctions d'ingénieur conseil indépendant. Dans ses principales réalisations figure sa participation à la construction de « la seconde traversée du Tage » (pont Vasco da Gama) à Lisbonne, avec Norman Foster la conception du viaduc de Millau en France, et son travail sur le double viaduc TGV d'Avignon. De nombreux ouvrages auxquels il a collaboré ont reçu des récompenses françaises ou internationales. 
Il a été professeur à temps partiel d'analyse structurale à l'École nationale des ponts et chaussées de 1977 à 1995. Il est également très actif et engagé dans des associations techniques telles que l'Association française du génie civil (AFGC) de 1974 à 1995, la Fédération internationale de la précontrainte (FIP), dont il est président en 1996, la Fédération internationale du béton (FIB), dont il est président en 1998 et en 2000, après la fusion de la FIP et du Comité européen du béton (CEB). Il est membre de l'International Association for Bridge and Structural Engineering  (IASBE) depuis 1974.

### Vie privée
Il est marié et père de trois enfants.

### Distinctions

#### Récompenses
Michel Virlogeux reçoit le prix d'IABSE (International Association for Bridge and Structural Engineering) en 1983, à Venise..
En 2003, il reçoit l'International Award of Merit in Structural Engineering — le prix d'excellence international en ingénierie structurelle — pour « ses contributions principales ayant permis des progrès très significatifs dans le domaine du génie civil, en particulier par le développement de la précontrainte extérieure, des ponts à haubans et des structures composées ».
Michel Virlogeux a reçu d'autres récompenses internationales, parmi lesquelles « l'excellence des nouvelles technologies » (1995), la « médaille d'or de l'établissement des ingénieurs structuraux » (1979), la « médaille d'or Gustave Magnel » (1999) et le « prix de Fritz Leonhardt » la même année pour sa première attribution. 
Il est membre de l'Académie des technologies.
En 2006, il reçoit la plus haute récompense française dans le domaine de la construction, le prix Albert-Caquot, remis par l'Association française de génie civil. 
La même année, il est nommé parmi les Royal Designers for Industry (HonRDI).

#### Décorations
- Officier de l'ordre national du Mérite[4] (chevalier en 1990[5])
- Officier de la Légion d'honneur[6] (chevalier en 2005[7])

## Quelques ouvrages

Le pont de Térénez.

### Comme concepteur
- 1988 : pont de l'île de Ré , pont à voussoir de béton, second plus long pont de France
- 1994 : pont de l’Iroise, pont à haubans enjambant l'Élorn en rade de Brest dans le Finistère
- 1995 : pont du Morbihan, pont en arc enjambant la Vilaine dans le Morbihan
- 1995 : pont de Normandie, pont à haubans enjambant l'estuaire de la Seine
- 1998 : Pont Vasco da Gama, pont au Nord de Lisbonne
- 2004 : viaduc de Millau, pont à haubans franchissant la vallée du Tarn
- 2007-2011 : pont de Térénez, pont à haubans franchissant l'Aulne dans le Finistère
- 2009-2013 : pont Jacques-Chaban-Delmas au-dessus de la Garonne à Bordeaux, long de 443 mètres, et caractérisé par une travée centrale de 117 mètres pouvant s’élever à plus de 50 mètres[8]
- 2009-2013 : pont du métro sur la Corne d'Or,  pont à haubans traversant la Corne d'Or à Istanbul.
- 2013-2015 : pont Yavuz Sultan Selim, troisième pont du Bosphore[9] (Istanbul)

### Comme consultant
- 2006 : pont Gustave-Flaubert (Rouen)

## Publications
- « Structure et architecture des ponts », Culture technique, Centre de recherche sur la culture technique, no 26,‎ 1992 (lire en ligne)
- Les Ponts, Paris, éditions O.G.C. Michèle Broutta, 1984Livre de bibliophilie ; préface de M. Virlogeux, postface de Vincent Batbedat, poèmes anonymes et 9 sérigraphies 25 x 25 cm numérotées et signées.